# Кендлтон (Техас)
Кендлтон (англ. Kendleton) — місто (англ. city) в США, в окрузі Форт-Бенд штату Техас. Населення — 343 особи (2020).

## Географія
Кендлтон розташований за координатами 29°26′39″ пн. ш. 96°0′22″ зх. д. / 29.44417° пн. ш. 96.00611° зх. д. (29.444067, -96.006157).  За даними Бюро перепису населення США в 2010 році місто мало площу 2,86 км², з яких 2,85 км² — суходіл та 0,01 км² — водойми.

## Демографія
Згідно з переписом 2010 року, у місті мешкало 380 осіб у 158 домогосподарствах у складі 105 родин. Густота населення становила 133 особи/км².  Було 199 помешкань (70/км²).
Расовий склад населення:
| - 83,2 % — чорних або афроамериканців - 10,0 % — білих - 0,5 % — вихідців з тихоокеанських островів - 5,0 % — осіб інших рас |

До двох чи більше рас належало 1,3 %. Частка іспаномовних становила 12,1 % від усіх жителів.
За віковим діапазоном населення розподілялося таким чином: 24,2 % — особи молодші 18 років, 55,0 % — особи у віці 18—64 років, 20,8 % — особи у віці 65 років та старші. Медіана віку мешканця становила 42,8 року. На 100 осіб жіночої статі у місті припадало 72,7 чоловіків;  на 100 жінок у віці від 18 років та старших — 70,4 чоловіків також старших 18 років.
За межею бідності перебувало 44,6 % осіб, у тому числі 66,7 % дітей у віці до 18 років та 34,6 % осіб у віці 65 років та старших.
Цивільне працевлаштоване населення становило 100 осіб. Основні галузі зайнятості: освіта, охорона здоров'я та соціальна допомога — 44,0 %, сільське господарство, лісництво, риболовля — 10,0 %, науковці, спеціалісти, менеджери — 9,0 %.